# Mandy Niklaus
Mandy Niklaus z domu Dick (ur. 1 marca 1956 w Dreźnie) – niemiecka florecistka reprezentująca NRD, brązowa medalistka mistrzostw świata.
Podczas mistrzostw świata w Rzymie w 1982 roku wywalczyła brązowy medal we florecie indywidualnym. W zawodach tych wyprzedziły ją jedynie Naila Gilazowa z ZSRR i Włoszka Dorina Vaccaroni. Był to jedyny medal wywalczony przez Niklaus w zawodach tego cyklu.
Wystartowała na igrzyskach olimpijskich w Moskwie w 1980 roku, gdzie była dziewiąta w turnieju indywidualnym oraz ósma w zawodach drużynowych. Były to jej jedyne starty olimpijskie.
Jej syn, André Niklaus, był reprezentantem Niemiec w dziesięcioboju.